# Landeszmann György
Landeszmann György, vezetékneve Landeszman formában is előfordul (1944 –) magyar rabbi, Nagykanizsa, Kaposvár, majd Budapest főrabbija.

## Élete
1971-től Nagykanizsán, 1972-től 1981-ig Kaposvárott működött főrabbiként. 1991-től 1993-ig a Dohány utcai zsinagóga főrabbija volt.
Jelentős szakirodalmi munkásságot fejtett ki.
1992-ben egy nyilvános interjúban vonta kétségbe a magyarság kultúrateremtő képességét. A főrabbi állításai jelentős társadalmi tiltakozást váltottak ki. Landeszmann ezt látva lemondott tisztségéről, majd Kanadába emigrált.

## Művei
- György G. Landeszman: „Ordained Rabbis”, in: Moshe Carmilly-Weinberger, Ed., The Rabbinical Seminary of Budapest, 1877–1977 (New York: Sepher–Hermon Press, 1986), pp. 303–320[5]
- Berger István, et al. / Landeszman György, et al., szerk., Ábel–Zsuzsanna. Képes bibliai lexikon, Budapest: Közgazdasági és Jogi Könyvkiadó, Kossuth Ny., 1987[6]
- Landeszmann György: Személyi hagyatékok, mint az oktatástörténet forrásai In: Iskola – egyház – művelődés. Iskolatörténeti források az egyházi levéltárakban, Új Magyar Központi Levéltár, Budapest, 1990, ISBN 963-04-0327-7[7]
- Landeszman György – Schweitzer József: A magyar zsidóság a német megszállás és a deportáció kezdete közötti időszakban (1944. március 19 – 1944. május 15), In: Évkönyv, 1985–1991, Budapest: Országos Rabbiképző Intézet, 1991[8]
- (szerk.) Landeszman György – Deutsch Róbert: Hetven év. Emlékkönyv dr. Schweitzer József születésnapjára (Budapest: Budapesti Zsidó Hitközség, 1992)[9]

## Egyéb irodalom
- Alexa Károly: A Landeszmann-dosszié. A Heti Magyarország könyve, Budapest, Hírlapkiadó Vállalat, 1993, ISBN 963-732-832-7

## Videófelvétel
- Landeszman György rabbi árvaházi emlékei (youtube.com, 2022. ápr. 16.)